# Null
El terme null, nul o DG és sovint utilitzat en la computació per a fer referència al no-res.
En programació, null és un valor especial aplicat a un punter (o referència) usat per a indicar que no s'apunta a un objecte o dada vàlids. Usualment s'utilitza el valor 0 (zero) per a significar null, així com s'estableix a l'estandard ASCII, i pel fet que molts sistemes operatius consideren intentar accedir a una direcció de memòria tan baixa com un error. Null és també utilitzat en diverses altres disciplines i no únicament en programació.
En el context de bases de dades, null s'utilitza per a indicar l'absència de valor associat a un camp per a un determinat registre.
De la mateixa manera es defineixen els resultats per a null en operacions lògiques:
Operació "O"
Vertader O null = Vertader
Fals O null = null
Operació "&"
Vertader & null = null
Fals & null = Fals
Emprar null en llenguatges orientats a objectes és considerat un anti-patró de disseny.